# 앤절로 테일러
앤절로 테일러(영어: Angelo Taylor, 1978년 12월 29일 ~ )는 미국의 육상 선수로 주종목은 400m 허들이다. 조지아주 알바니(Albany)에서 태어나 조지아 공과대학교를 졸업했다. 1999년부터 2001년까지 미국육상선수권(USA Outdoor Track and Field Championships) 400m 허들 부문에서 3연패를 차지했다.
1999년 세계 육상 선수권 대회를 통해 국제 시니어 무대에 데뷔해 400m 허들에선 조 3위로 예선탈락했지만, 4x400m 계주에 미국 팀 3번째 주자로 출전해 금메달을 땄다. 2000년 올림픽 미국 대표 선발전에서 시즌 최고 기록(World-Leading)을 세우며 올림픽 출전권을 획득했다. 2000년 시드니 올림픽 400m 허들 결선에서 마지막 허들 두 개를 남기고 4위로 처져있었으나, 극적으로 역전에 성공하며 사우디 아라비아의 하디 소마이리를 0.03초 차이로 제치고 우승했다. 이어 열린 4x400m 계주에서도 금메달을 획득했으나, 2008년, 당시 계주 주자로 뛴 안토니오 페티그루가 약물 복용 사실을 시인하면서 금메달을 박탈당했다. 당시 미국 계주팀 선수 중 앨빈-캘빈 해리슨 형제와 예선전에 뛴 제롬 영의 약물 복용 사실도 밝혀졌다.
2001년 세계 육상 선수권 대회에서는 독감에 걸려 컨디션이 좋지 않아 400m 허들 준결승에서 탈락하고 말았으나, 4x400m 계주에선 금메달을 따는 데 성공했다. 2003년 세계 육상 선수권 대회에는 출전하지 않았고, 다음 해 열린 2004년 하계 올림픽 400m 허들 경기 준결승에서 4위에 그쳤다.
2005년, 미성년자와 성관계를 맺은 혐의로 체포당해 조사받았다. 다음 해인 2006년에 결국 유죄를 인정했으며, 3년 간의 보호관찰과 벌금형을 선고받았다. 2007년, 44초 05로 400m 개인 최고 기록을 세운 후 2007년 세계육상선수권 400m에 출전, 동메달을 따냈다. 또 그 대회 4x400m 계주에서도 우승을 차지했다. 이듬해 베이징에서 열린 2008년 하계 올림픽에 출전, 400m 허들과 4x400m 계주 두 종목에서 금메달을 따는 데 성공했다.
하지만 다음 해 2009년 세계육상선수권 대회 400m 허들 경기 예선에선 49초 64의 기록으로 조 4위에 그쳐 탈락하고 말았다. 그러나 4x400m 계주 경기에서 미국 팀의 일원으로 금메달을 획득했다.
2011년 세계 육상 선수권 대회에서 4x400m 계주 경기 우승에 이어, 2012년 런던 올림픽에서 미국 선수단의 남자 육상 팀장을 맡은 테일러는 400m 허들에서 48.25초와 함께 5위로 오고 말았다. 4x400m 계주에서 최종 주자를 맡으면서 앞장서며 달리다가, 바하마 팀에게 밀려 2위로 오고 말았다.

## 성적

### 주요 대회 성적
| 날짜            | 종목        | 대회                                | 장소         | 순위 | 기록        | 기타           |
| --------------- | ----------- | ----------------------------------- | ------------ | ---- | ----------- | -------------- |
| 1996년 8월 23일 | 400m 허들   | 1996년 세계주니어육상선수권         | 시드니       | 3위  | 50.18       |                |
| 1999년 8월 24일 | 400m 허들   | 1999년 세계육상선수권대회 예선      | 세비야       | 3위  | 49.58       |                |
| 2000년 9월 27일 | 400m 허들   | 2000년 하계 올림픽                  | 시드니       | 1위  | 47.50       |                |
| 2000년 10월 5일 | 400m 허들   | IAAF 그랑프리 파이널                | 도하         | 1위  | 48.14       |                |
| 2001년 8월 8일  | 400m 허들   | 2001년 세계 육상 선수권 대회 준결승 | 에드먼턴     | 4위  | 49.23       |                |
| 2004년 8월 24일 | 400m 허들   | 2004년 하계 올림픽 준결승           | 아테네       | 4위  | 48.72       |                |
| 2007년 8월 31일 | 400m        | 2007년 세계 육상 선수권 대회        | 오사카       | 3위  | 44.32       |                |
| 2007년 9월 2일  | 4x400m 계주 | 2007년 세계육상선수권               | 오사카       | 1위  | 2:55.56     |                |
| 2007년 9월 22일 | 400m 허들   | 2007년 세계육상파이널               | 슈투트가르트 | 5위  | 49.27       |                |
| 2007년 9월 22일 | 400m        | 2007년 세계육상파이널               | 슈투트가르트 | 3위  | 44.92       |                |
| 2008년 8월 18일 | 400m 허들   | 2008년 하계 올림픽                  | 베이징       | 1위  | 47.25       | 개인 최고 기록 |
| 2008년 8월 23일 | 4x400m 계주 | 2008년 하계 올림픽                  | 베이징       | 1위  | 2:55.39     | 올림픽 신기록  |
| 2008년 9월 13일 | 400m        | 2008년 세계육상파이널               | 슈투트가르트 | 4위  | 45.37       |                |
| 2009년 8월 15일 | 400m 허들   | 2009년 세계 육상 선수권 대회 예선   | 베를린       | 4위  | 49.64       |                |
| 2009년 8월 23일 | 4x400m 계주 | 2009년 세계 육상 선수권 대회        | 베를린       | 1위  | 2:57.86     |                |
| 2009년 9월 12일 | 400m        | 2009년 세계육상파이널               | 테살로니키   | 7위  | 46.20       |                |
| 2011년 8월 30일 | 400m 허들   | 2011년 세계 육상 선수권 대회        | 대구         | 7위  | 49.31초     |                |
| 2011년 9월 2일  | 4x400m 계주 | 2011년 세계 육상 선수권 대회        | 대구         | 1위  | 2분 59.31초 |                |
| 2012년 8월 6일  | 400m 허들   | 2012년 하계 올림픽                  | 런던         | 5위  | 48.25초     |                |
| 2012년 9월 2일  | 4x400m 계주 | 2012년 하계 올림픽                  | 런던         | 2위  | 2분 59.31초 |                |

### 실외 개인 최고 기록
| 종목      | 날짜       | 장소             | 기록    |
| --------- | ---------- | ---------------- | ------- |
| 100m      | 2008/04/19 | 아테네, 조지아주 | 10.58   |
| 200m      | 2008/05/17 | 애틀란타         | 20.50   |
| 300m      | 2002/08/27 | 리에             | 32.67   |
| 400m      | 2007/06/23 | 인디애나폴리스   | 44초 05 |
| 400m 허들 | 2008/08/18 | 베이징           | 47.25   |

### 실내 개인 최고 기록
| 종목 | 날짜       | 장소     | 기록  |
| ---- | ---------- | -------- | ----- |
| 400m | 1999/02/27 | 애틀란타 | 45.50 |

## 같이 보기
- IAAF 프로필